# 韩澄
韩澄（？—？）。唐朝灵州人（今宁夏吴忠利通区），是五代十国初期朔方节度使韩逊的儿子、韩洙的弟弟。
后唐天成三年（928年），韩洙去世，韩洙之子韩璞为朔方军留后，唐明宗李嗣源以韩璞为朔方军节度使。第二年，韩澄夺取了侄子的节度使之位。但是众心不服，列校李宾作乱。韩澄向朝廷请求由朝廷任命节度使，唐明宗派前磁州刺史康福为朔方河西等军节度、灵威雄警凉等州观察处置度支、温池榷税等使，康福领兵一万人赴灵州，韩氏在朔方40年的割据结束。